# Nordisk konvention om social trygghet
Nordisk konvention om social trygghet är en överenskommelse mellan regeringarna i Danmark, Finland, Island, Norge och Sverige som för medborgare i dessa länder reglerar tillämpningen av systemen för social trygghet när anställda, egenföretagare eller deras familjemed-lemmar flyttar inom gemenskapen även när det gäller personer som flyttar mellan de nordiska länderna. 
Konventionen trädde i kraft den 1 september 2004 och ersatte tidigare överenskommelser från 1981 och social trygghet och från 1985 om arbetslöshetstrygghet.